# Fuga de acasă
Fuga de acasă (titlul original: în cehă Útěky domů) este un film dramatic cehoslovac, realizat în 1980 de regizorul Jaromil Jireš, protagoniști fiind actorii Jana Brejchová, Jan Kanyza, Tomáš Holý și Andrea Čunderlíková.

## Rezumat
Cele trei personaje principale sunt mecanicul de avioane Michal, designera de modă Marie și Honzík, băiețelul în vârstă de zece ani, care formează o familie aparent fericită, ordonată și bine situată. Michal merge cu fiul său să lanseze aeromodele, în timp ce mama lui lucrează la desenele ei și toți își petrec weekendurile împreună la cabana de lângă iaz. Dar, primele momente de neliniște încep să se strecoare în relația pașnică, cauzată în principal de volumul mare de muncă al ambițioasei Maria. În prezent, pregătește costume pentru piesa regizorului Jílek. Acesta este primul ei job pentru teatru și pentru că vrea să se impună în acest domeniu, rezultatul este important pentru ea. Îi cade greu că propunerile ei nu au fost primite cu entuziasm și intră încet într-o criză de timp.

Situația se înrăutățește pe zi ce trece și culminează cu o ceartă între Marie suprasolicitată și soțul ei, în timpul căreia se dovedește că Honzík a fost adoptat. Niciunul dintre soți nu știe că băiatul nu doarme și aude toată cearta și de aceea se decide să-și caute adevărata mamă în loc să meargă la școală. Temerile și bănuielile părinților că Honzík a auzit o parte din cearta lor se adeveresc dar el reușește să-și ascundă vizitele pe la casele altor copii. Obosit de certurile și tensiunile continui, Michal își petrece noaptea cu colega sa Dana, iar Marie află din bilețelul dirigintelui despre vizitele lui Honzík și că acesta știe totul. Acum familia se află în criză totală...

## Distribuție
- Jana Brejchová – Marie
- Jan Kanyza – Michal
- Tomáš Holý – Honzík
- Andrea Čunderlíková – Dana
- Petr Bednář – Franta
- Karolína Slunécková – Hanka
- Milan Riehs – profesorul Karas
- Václav Lohniský – un porter
- Karel Augusta – conductorul
- Oldřich Velen – un feroviar
- Vlastimil Hašek – Robert
- Evald Schorm – Jílek, regizorul
- Markéta Fišerová – Lenka
- Miloš Kopecký – dr. Chrástek
- Zdeněk Hodr – rol nespecificat
- Jiřina Jirásková – o actriță
- Ilja Racek – un actor
- Vladimír Hlavatý – bunicul
- Blažena Holišová – mama
- František Řehák – tatăl
- Jiří Fejfar – rol nespecificat
- Karel Heřmánek – Tonda
- Svatopluk Skládal – rol nespecificat
- Pavel Zedníček – Antonín
- Raoul Schránil – rol nespecificat
- Lída Vostrčilová – rol nespecificat
- Jaroslava Schallerová – asistenta medicală la orfelinat
- Vladimír Hrabánek – șoferul de taxi
- Karel Novák – un porter
- Jiří Kodet – omul de la bar

## Premii și nominalizări
- 1981 Festivalul Internațional de Film de la Valladolid (Semana Internacional de Cine de Valladolid)
  - Nominalizare la Espiga de Oro pentru Cel mai bun film, lui Jaromil Jireš